# Henrietta Ónodi
Henrietta Ónodi (ur. 22 maja 1974 w Békéscsabiie) – węgierska gimnastyczka. Dwukrotna medalistka olimpijska z Barcelony.
Igrzyska w 1992 roku były jej olimpijskim debiutem. Triumfowała w skoku (ex aequo z Lavinią Miloșovici), zajęła drugie miejsce w ćwiczeniach wolnych. Była medalistką mistrzostw świata. W 1992 roku sięgnęła po złoto w skoku i była druga w ćwiczeniach wolnych. W 1991 roku w skoku zajęła drugie miejsce. Brała udział w Igrzyskach Olimpijskich 1996, ale już bez medalowych osiągnięć. Stawała na podium mistrzostw Europy (m.in. złoto w 1989 roku w ćwiczeniach na poręczach).